# Bertram Jäger

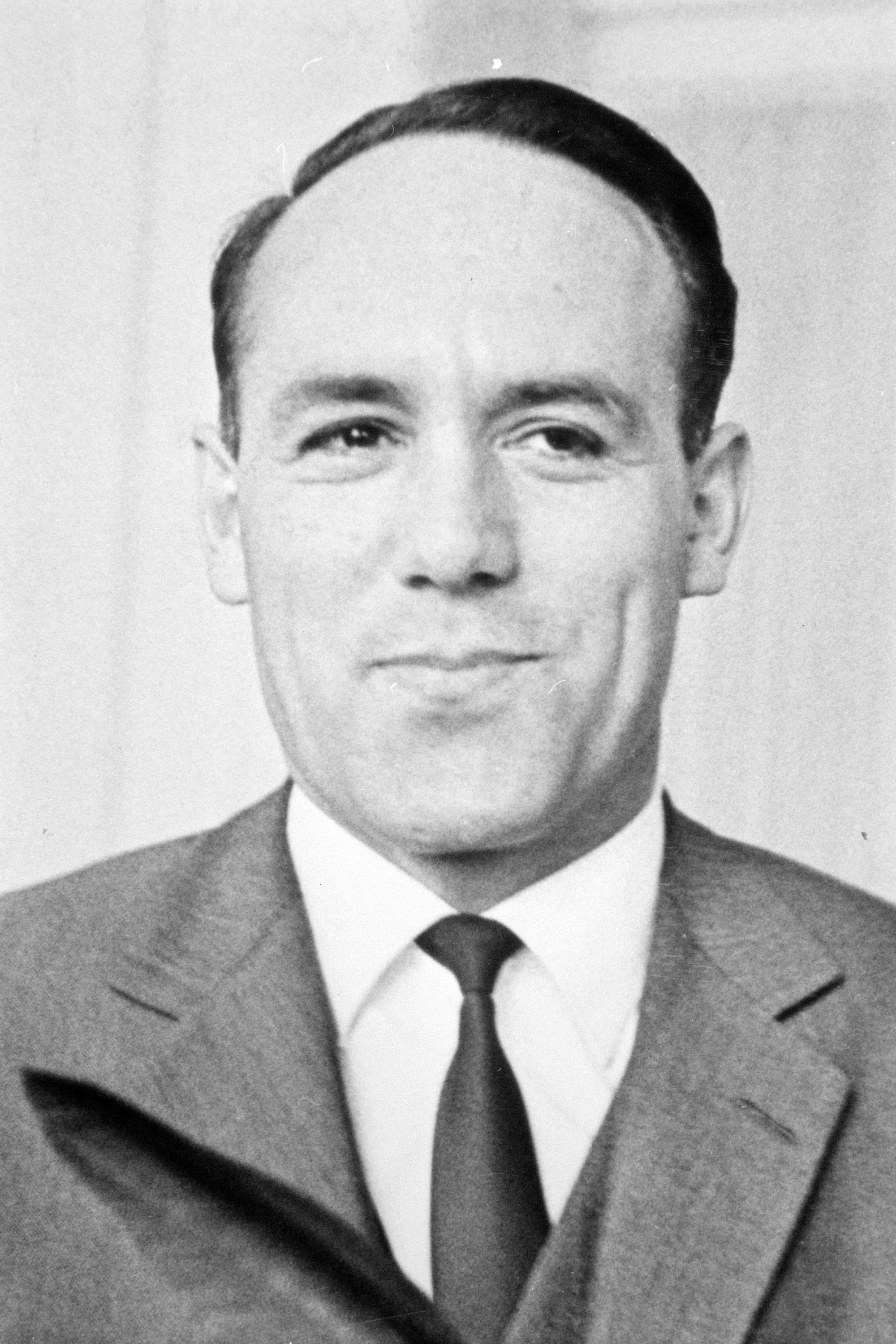
Bertram Jäger (1985)

Bertram Jäger (* 22. Oktober 1929 in Bürs) ist ein ehemaliger österreichischer Politiker und Arbeiterkammerfunktionär der ÖVP aus dem Bundesland Vorarlberg. Von 1964 bis 1994 gehörte Jäger dem Vorarlberger Landtag als Abgeordneter an, ab 1987 als dessen Landtagspräsident. In den Jahren von 1969 bis 1987 war Bertram Jäger darüber hinaus Präsident der Vorarlberger Arbeiterkammer.

## Leben und Wirken
Im Jahr 1929 wurde Bertram Jäger als zweites von acht Kindern eines Schneidermeisters in Bürs geboren. Er besuchte das Bischöfliche Gymnasium Paulinum in Schwaz, wo er im Jahr 1949 maturierte. Anschließend besuchte er das Kaufmännische Kolleg an der Handelsakademie in Bregenz und schloss auch dieses im Jahr 1954 ab. Seine weitere Ausbildung absolvierte Jäger an der Katholischen Sozialakademie in Wien in den Jahren 1960/61.
Bereits ab dem Jahr 1956 war Bertram Jäger Gemeindevertreter in seiner Heimatgemeinde Bürs, ehe er 1960 als Stadtvertreter in der benachbarten Bezirkshauptstadt Bludenz gewählt wurde, was er bis zum Jahr 1970 blieb. Beruflich war Jäger während dieser Zeit beim Textilunternehmen Getzner Textil angestellt. Dort wurde er auch 1956 erstmals Mitglied des Betriebsrats, wobei er ab dem Jahr 1960 als Obmann des Angestelltenbetriebsrats fungierte.
1964 wurde Jäger erstmals für als Kandidat der ÖVP im Wahlbezirk Bludenz in den Vorarlberger Landtag entsandt. Im selben Jahr wurde er auch als Vertreter des ÖAAB in den Kammerrat der Vorarlberger Kammer für Arbeiter und Angestellte gewählt. In weiterer Folge war er von 1969 bis 1987 als erster Nicht-Sozialist Präsident einer österreichischen Arbeiterkammer. Ab 1974 bis zu seinem Ausscheiden aus dem Kammerrat führte Bertram Jäger die ÖAAB-Fraktion im Österreichischen Arbeiterkammertag an. Von 1975 bis 1992 war er zudem Obmann des Vorarlberger ÖAAB.
Bundespolitisch war Bertram Jäger ab 1971 bis 1991 als Bundesobmann-Stellvertreter des ÖAAB, von 1980 bis 1989 als Stellvertreter des ÖVP-Bundesobmanns und von 1982 bis 1987 als Vizepräsident des Österreichischen Arbeiterkammertages tätig. Im Jahr 1987 wurde Jäger von den Abgeordneten des XXIV. Vorarlberger Landtags als Nachfolger des als Landeshauptmann in die Vorarlberger Landesregierung gewechselten Martin Purtscher zum Landtagspräsidenten gewählt. Nach der Landtagswahl in Vorarlberg 1994 gab Jäger dieses Amt freiwillig an seinen Nachfolger Siegfried Gasser ab und schied aus dem Landtag aus.
Nach der Beendigung seiner aktiven politischen Karriere engagierte sich Bertram Jäger als Vorstandsmitglied von CARE Österreich und als Aufsichtsratsmitglied der Wochenzeitung Die Furche. Für seine Verdienste um die Republik Österreich wurde er mit dem Großen Goldenen Ehrenzeichen mit dem Stern für Verdienste um die Republik Österreich sowie mit dem Leopold-Kunschak-Preis ausgezeichnet. 1987 erhielt er das Ehrenzeichen in Gold des Landes Vorarlberg. Er ist seit 1980 Ehrenmitglied der katholischen Studentenverbindung KÖHV Leopoldina Innsbruck.
Jäger ist verheiratet und hat vier Töchter und zwei Söhne.